# Westerlund 1
Westerlund 1 – gromada otwarta położona w gwiazdozbiorze Ołtarza, znajdująca się w odległości około 17 tys. lat świetlnych od Ziemi. Została odkryta w 1961 roku przez szwedzkiego astronoma Bengta Westerlunda.
Westerlund 1 jest jedyną zaobserwowaną supergromadą gwiazd w Drodze Mlecznej. Zawiera ona setki tysięcy bardzo młodych gwiazd skupionych na niewielkim obszarze. Astronomowie obserwowali do niedawna tylko dalekie supergromady, znajdujące się najczęściej w parach oddziaływających galaktyk. Gromada Westerlund 1 jest ukryta za dużym obłokiem pyłu i gazu. Widać ją 100 tysięcy razy słabiej, niż wynikałoby to z jej odległości i z tego powodu nie była dokładnie poznana.
W 2001 roku w gromadzie tej zaobserwowano ponad tuzin wyjątkowo gorących i masywnych gwiazd Wolfa-Rayeta, stała się więc ona celem wielu obserwacji i badań. Dzięki tym badaniom odkryto w Westerlund 1 setki wielkich gwiazd. Jasność niektórych osiąga moc blisko miliona Słońc. Średnice niektórych gwiazd osiągają rozmiary orbity Jowisza. Obrazowo, gdyby Słońce i Ziemia znajdowały się w środku tej gromady, na niebie można by obserwować setki gwiazd jaśniejszych niż Księżyc w pełni. W wyniku dalszych badań w Westerlund 1 zaobserwowano: 24 gwiazdy Wolfa-Rayeta, 4 czerwone nadolbrzymy (w tym Westerlund 1-26), 6 żółtych hiperolbrzymów oraz inne niezwykłe gwiazdy. 
Z danych obserwacyjnych wynika, że w tej gromadzie masa równoważna masie 100 tysięcy mas Słońca zawiera się na obszarze o rozmiarach 6 lat świetlnych. Tak duża gęstość wskazuje, że średnia odległość pomiędzy gwiazdami jest zaledwie rzędu rozmiarów Układu Słonecznego. A z tego wynika, że gwiazdy tej gromady będą się zderzały, co może doprowadzić do powstania czarnej dziury o masie rzędu 100 Słońc. Dodatkowo wielka liczba masywnych gwiazd gwarantuje niezwykłą liczbę supernowych. Szacunkowo dla tej gromady przyjmuje się wybuch półtora tysiąca supernowych w ciągu 40 milionów lat.
Westerlund 1 zaliczana do supergromad otwartych może w ciągu najbliższego miliarda lat ewoluować do małomasywnej gromady kulistej. 